# Doron Shefa
Doron Shefa, (en hébreu : דורון שפע), né le 13 octobre 1961, à Jérusalem, en Israël, est un joueur israélien de basket-ball. Il évolue durant sa carrière au poste d'arrière.

## Palmarès
- Coupe d'Israël 1997